# Christoph Kratky

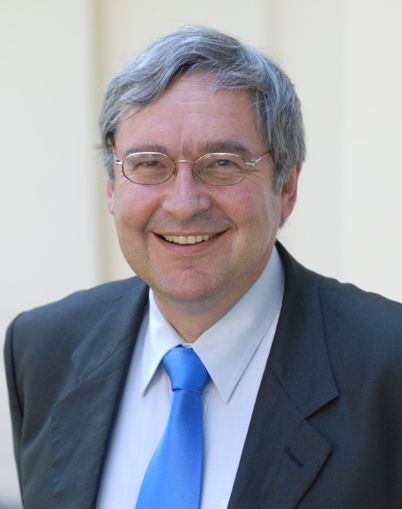
Christoph Kratky

Christoph Kratky (* 25. Dezember 1946 in Graz) ist ein österreichischer Strukturbiologe. Er ist ordentlicher Professor für Physikalische Chemie an der Universität Graz. Von 2005 bis 2013 war er Präsident des österreichischen Wissenschaftsfonds FWF.

## Biographie
Kratky maturierte 1965 in Graz und studierte nach seinem Militärdienst (1965/66) Chemie an der Eidgenössischen Technischen Hochschule (ETH) in Zürich. 1976 promovierte er in der Arbeitsgruppe von Jack D. Dunitz ebendort. Es folgte ein Post-Doc-Aufenthalt an der Harvard University (Cambridge, Massachusetts, USA) in der Arbeitsgruppe von Martin Karplus von 1976 bis 1977. 1977 kehrte Kratky in seine Heimatstadt zurück, um eine Assistentenstelle am Institut für Physikalische Chemie der Universität Graz anzunehmen.
Im Jahr 1985 habilitierte sich Kratky an der Universität Graz im Fach Physikalische Chemie (Habilitationsschrift über Strukturuntersuchungen an porphinoiden Systemen). 1987 folgte ein sechsmonatiger Forschungsaufenthalt in der Arbeitsgruppe für strukturelle Molekularbiologie der Max-Planck-Gesellschaft in Hamburg bei Ada Yonath. 1994 übernahm Kratky eine Gastprofessur am Institut für Organische Chemie an der Universität Innsbruck. Seit 1. Mai 1995 ist Kratky Ordentlicher Universitätsprofessor für Physikalische Chemie an der Universität Graz und Leiter der Arbeitsgruppe Strukturbiologie, seit 1998 wirkliches Mitglied der Österreichischen Akademie der Wissenschaften. 
Von 2003 bis 2005 war Kratky Referent des FWF, von 2005 bis 2013 Präsident des FWF. In dieser Zeit war er auch Mitglied des Governing Boards von Science Europe (2011–2013). 
Außerdem ist Kratky Mitglied des ständigen Ausschusses der Bunsen-Gesellschaft, des Präsidiums der Gesellschaft Österreichischer Chemiker und des Life Science Subcommittees der European Synchrotron Radiation Facility (ESRF) in Grenoble.
Kratky ist verheiratet und hat fünf Kinder.
Sein Vater war Otto Kratky, Professor für theoretische und physikalische Chemie an der Universität Graz.

## Forschungstätigkeit
Kratky baute am Institut für Chemie an der Karl-Franzens-Universität Graz eine strukturbiologische Arbeitsgruppe auf und leitet sie seitdem. Seine Forschungsinteressen liegen im Grenzgebiet zwischen Chemie und Biologie, wie die kristallographische Bestimmung der 3-D-Struktur biologisch relevanter Moleküle. Dazu gehören beispielsweise Enzyme mit potentieller Bedeutung für die industrielle Biokatalyse, B12-bindende Proteine sowie Enzyme des Lipidstoffwechsels. Auch widmet sich Kratky der Entwicklung neuartiger proteinkristallographischer Techniken, wie dem Einsatz von Krypton und Xenon in der Proteinkristallographie.
Kratky ist Autor von 187 Publikationen (Originalarbeiten und Review-Artikel, Stand Juni 2008) in internationalen Zeitschriften, daneben hielt er Vorträge. Kratky hält zudem die Rechte an zwei Patenten (Stand Juni 2008).

## Tätigkeit beim FWF
Im Jahr 2003 wurde Kratky Referent des österreichischen Wissenschaftsfonds FWF, zuständig für die Bereiche Chemie und Biochemie. Im Jahr 2005 wurde Kratky zum Präsidenten des FWF gewählt und danach zweimal im Amt bestätigt. Seine dritte und damit letzte Amtsperiode endete im August 2013. Als Präsident des FWF leitete Kratky zusammen mit drei Vizepräsidenten die Aktivitäten des Wissenschaftsfonds.

## Ehrungen
- Sandoz-Preis (1987)
- Felix-Kuschenitz-Preis der Österreichischen Akademie der Wissenschaften (1986)
- Silbermedaille der ETH Zürich (1977)
- Österreichisches Ehrenkreuz für Wissenschaft und Kunst I. Klasse (2013)